# Thomas Abington
Thomas Abington (Surrey, 1560 — 1647) foi um antiquário inglês. As suas colecção de antiguidades tornaram-no famoso no mundo da arte da altura. Filho de John Habington e Catherine Wykes e irmão de Edward Habington. Seu pai, que foi tesoureiro de  Rainha Elizabeth, o instruiu em Oxford, Reims e Paris.
Por seis anos ele foi preso na Torre de Londres, sendo acusado, com seu irmão Edward, de ter participado do Babington Plot para efetuar a fuga de Maria, Rainha dos Escoceses. Em sua libertação, ele se retirou para Hindlip Hall em Worcester, onde deu asilo aos padres jesuítas, Henry Garnett e Edward Oldcorne, acusado de cumplicidade no Gunpowder Plot. Por isso ele foi condenado à morte, mas através da intervenção de seu cunhado, Lorde Monteagle, a sentença foi comutada.